# فن سلالة تانغ

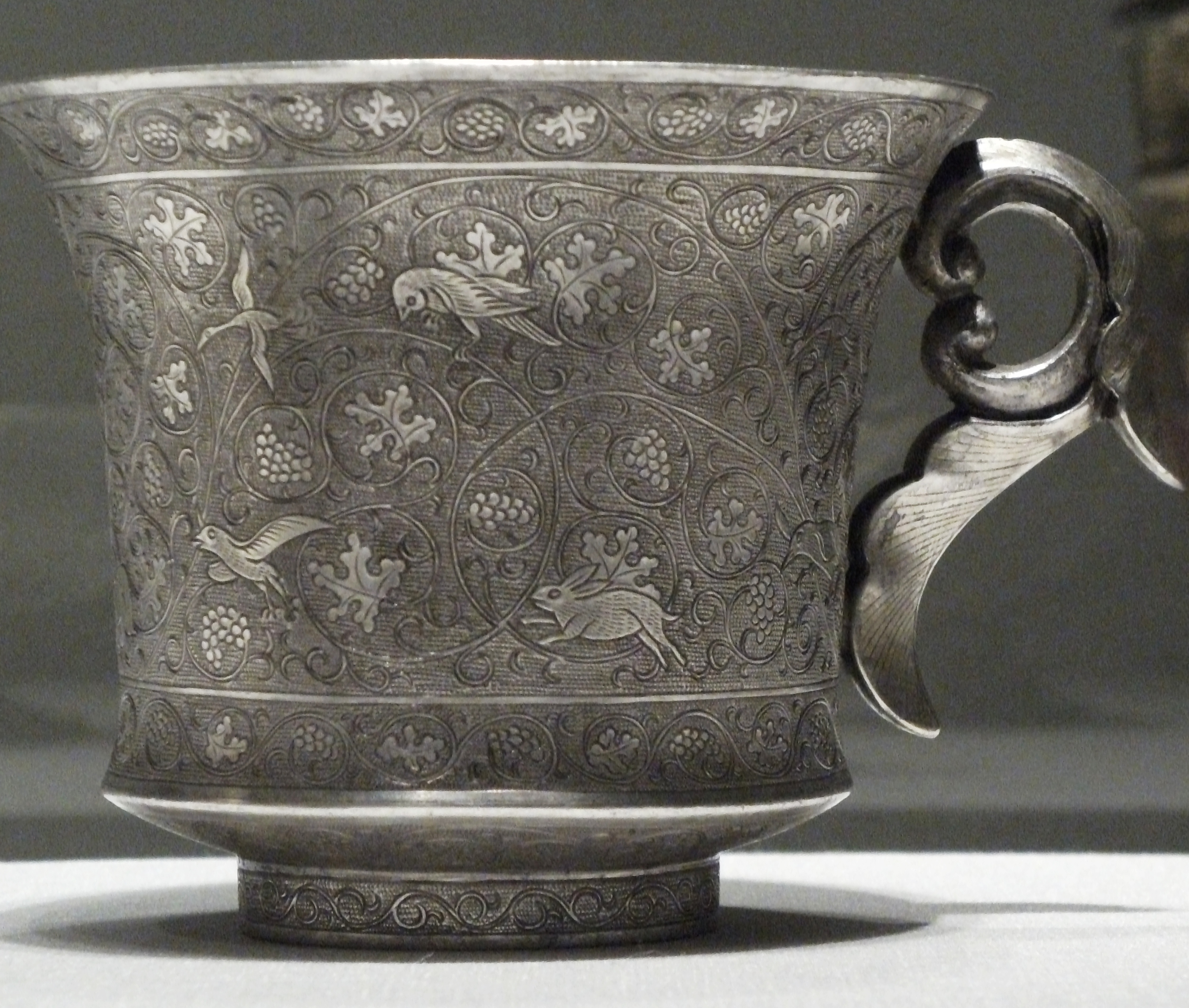

فن سلالة تانغ هو فن صيني ابتُكر خلال عهد أسرة تانغ (618-907 ميلادي). شهدت تلك الفترة إنجازات عظيمة في العديد من الأشكال كالرسم والنحت وفن الخط والموسيقى والرقص والأدب. يعد المؤرخون سلالة تانغ وعاصمتها تشانغآن (شيان اليوم) -المدينة الأكثر اكتظاظًا بالسكان في العالم في ذلك الوقت- مرحلة مهمة في الحضارة الصينية، مساوية وربما حتى متفوقة على عهد سلالة هان. يُعد عهد تانغ العصر الذهبي للأدب والفن.
حددت التطورات خلال عهد تانغ الاتجاه لقرون عديدة قادمة في العديد من المجالات، خاصةً في الفخار، مع الأواني الزجاجية المزخرفة باللون الأخضر السيلادوني والأنواع الخزفية البيضاء عالية المستوى، التي صُدرت على نطاق واسع. أما في الرسم، فقد شهدت الفترة ذروة الرسم البوذي، وظهور تقليد رسم المناظر الطبيعية المعروف باسم رسم شانشوي (مياه الجبال).
أدى تداول المنتجات المختلفة على طول طريق الحرير إلى زيادة التنوع الثقافي في المدن الصينية الصغيرة، وقد حفز الاتصال بالهند والشرق الأوسط ازدهار الإبداع في العديد من المجالات.
استمرت البوذية التي نشأت فيما يعرف اليوم بالهند في وقت كونفوشيوس بالازدهار خلال فترة تانغ، وتبنته العائلة الإمبراطورية وأصبحت متجذرة تمامًا وجزءًا دائمًا من الثقافة الصينية التقليدية. وأتاحت الطباعة الكتابة لجماهير أكبر بكثير.
ثقافيًا، أدى تمرد لوشان (745-763) إلى إضعاف ثقة النخبة ووضع نهاية للأسلوب الفخم لتماثيل المعابد، فضلًا عن الحد من ثقافة المظهر الخارجي الخاصة بسلالة تانغ القديمة، التي كانت معادية للتأثيرات الأجنبية من الغرب الأقصى في آسيا. كان للاضطهاد الكبير ضد البوذية -في الواقع ضد جميع الأديان الأجنبية الذي بلغ ذروته سنة 845- تأثير كبير في جميع الفنون، خاصةً الفنون البصرية، ما قلل بدرجة كبيرة من الطلب على الفنانين.

## الرسم
نجا قدر كبير من المعلومات الأدبية والوثائقية حول رسم تانغ، لكن القليل من الأعمال وخاصةً الأعمال عالية الجودة. يوجد قدر كبير من معلومات السيرة الذاتية والنقد الفني التي يعود معظمها إلى فترات لاحقة بعد عدة قرون من سلالة تانغ، مثل سلالة مينغ. يجب أخذ هذه الدقة في الحسبان، وقد بُنيَ الكثير منها بالفعل على أساس رؤية نسخ من الفن، لا النسخ الأصلية. مع وجود بعض الاستثناءات القليلة، ينظر مؤرخو الفن بشك إلى بعض السمات التقليدية للوحات الحلزونية الخاصة بسادة تانغ.
اكتشف أوريل شتاين كهفًا محاطًا بسور في مجمع دونهوانغ (كهوف موغاو)، يحتوي على كمية كبيرة معظمها من الكتابات البوذية وبعض اللافتات واللوحات أيضًا، ما أنقذ أكبر مجموعة من لوحات الحرير، وهي موجودة الآن في المتحف البريطاني وأماكن أخرى. إنها لا تُعد من النوعية الملكية، لكنها تُظهر مجموعة متنوعة من الأساليب، متضمنةً الأساليب المتأثرة بالغرب. كما هو الحال مع النحت، نجت أعمال أخرى تظهر أسلوب تانغ في اليابان، مع أن الجزء الأهم دُمر تمامًا تقريبًا في حريق نارا عام 1949.
تحتوي مجمعات الكهوف المقطوعة بالصخور والمقابر الملكية أيضًا على العديد من اللوحات الجدارية. تُعد اللوحات في ضريح تشيانلينغ أهم مجموعة من الأعمال الأخيرة وقد نُقلت الآن إلى متحف. لم تُفتتح جميع المقابر الملكية حتى الآن. نجا الرسم الملكي كما هو غالبًا أو أنه نُسخ في وقت لاحق، كاستلام الإمبراطور تايزونغ لمبعوث التبت، ربما نسخة لاحقة من القرن السابع بواسطة يان ليبين، مع أن القسم الأمامي من اللوحة الشهيرة لحصان الإمبراطور شوانزونغ (البياض المضيء ليلًا) ربما كان نسخة أصلية من عمل هان جان (740-760). يان ليبين هو مثال لرسام مشهور وكان أيضًا مسؤولًا مهمًا للغاية.
خطط معظم فناني تانغ الأشكال بخطوط سوداء دقيقة واستخدموا ألوانًا رائعة وتفاصيل دقيقة لملء الخطوط. ومع ذلك استخدم وو داوزي الحبر الأسود فقط وضربات الفرشاة المطلية بحرية لإنشاء لوحات الحبر التي كانت مثيرة للغاية لدرجة أن الحشود كانت تتجمع لمشاهدته وهو يعمل. منذ ذلك الحين، لم يعد يُعتقد أن اللوحات بالحبر هي رسومات أولية أو مخططات يجب ملؤها بالألوان، بل عُدت أعمالًا فنية كاملة.
شهدت سلالة تانغ نضج تقاليد رسم المناظر الطبيعية المعروفة باسم رسم شانشوي (المياه الجبلية)، التي أصبحت أشهر أنواع الرسم الصيني، خاصةً عندما يمارسها الباحثون الهواة أو الرسامون الأدبيون في رسم غسل الحبر. لم يكن الغرض من هذه المناظر الطبيعية -التي عادةً ما تكون أحادية اللون ومتناثرة- إعادة إنتاج مظهر الطبيعة تمامًا، بل فهم عاطفة أو التقاط إيقاع الطبيعة.

## الخزف
شهد الخزف الصيني العديد من التطورات المهمة، مثل التقاء كل التعريفات الغربية والصينية للخزف في بضائع دينغ والنوعيات المقاربة. أصبحت اليوم أشكال معابد سلالة تانغ الفخارية معروفة بدرجة أفضل في الغرب، لكنها صُنعت فقط لتوضع في معابد النخبة بالقرب من العاصمة بين عامي 680 و760. ربما كانت هذه هي آخر آنية فخارية مهمة تُصنع في الصين. كان العديد منها أدوات سانكاي مزججة بالرصاص ثلاثي الألوان. كان البعض الآخر غير مطلي أو مطلي دون إتقان.
استُخدم سانكاي أيضًا أوعيةً للدفن وللاستخدام. كان التزجيج أقل سميةً مما كان عليه في هان، لكن كان يجب تجنب استخدامه على طاولة الطعام. الشكل النموذجي هو صينية التقديم وهي شكل دائري أو مفصص به زخارف نباتية منتظمة هندسيًا في المنتصف.
تعد السلع من موقع فرن تشانغشا تونغوان في تونغوان في الجنوب ذات أهمية عالية بوصفها أول استخدام منتظم للطلاء المزجج. عُثر على أمثلة في أماكن كثيرة في العالم الإسلامي. ومع ذلك، فقد توقف الإنتاج وظل الطلاء المزجج تقنية ثانوية عدة قرون.
كانت بضائع يو وير هي بضائع السيلادون الرائد عالي الجودة والمزجج بالليمون في تلك الفترة، وكان متطور التصميم للغاية وصُنع برعاية القصر. كان هذا هو الحال أيضًا مع الخزف الشمالي المصنوع في الأفران في مقاطعتي خنان وخبي، التي التقت لأول مرة بالتعريف الغربي والشرقي للخزف كونها بيضاء ونقية وشفافة. كانت أولى الإشارات الأجنبية إلى الخزف في سلسلة السجلات التي كتبها المسافر التاجر العربي سليمان سنة 851 م خلال عهد أسرة تانغ، الذي سجل ما يلي: «لديهم في الصين طين ناعم للغاية يصنعون به مزهريات شفافة كالزجاج، يُرى الماء من خلالها. وهي مزهريات مصنوعة من الصلصال». كان العرب يعرفون الزجاج لذا كان واثقًا من أن الخزف الذي رآه لم يكن زجاجًا.
بدأت بضائع ياوزو أو السيلادون الشمالي أيضًا في عهد تانغ، مع أن دينغ وير كانت أفضل فترة لها في عهد أسرة سونغ اللاحقة.

## النحت
كان معظم النحت دينيًا قبل الرفض الرسمي للبوذية عام 845، ودُمرت كمية كبيرة خلال فترة تانغ نفسها، مع فقدان معظم ما تبقى في فترات لاحقة. وُجد العديد من المنحوتات البرونزية والخشبية التي يمكن رؤية أسلوبها رؤيةً أفضل في الأعمال الناجية في المعابد اليابانية. نجت النصب التذكارية الحجرية وكذلك الطينية في عدة مجمعات من المعابد المحفورة في الصخر، أكبرها وأشهرها كهوف لونغمن وكهوف موغاو في دونهوانغ، وكانت ذروة توسعهما خلال عهد تانغ. جمع الشكل الأفضل بين الشعور الهندي للشكل الصلب والمتسم بالأبهة والعبقرية الصينية للتعبير عن الإيقاع الخطي، لإنتاج نمط أصبح أساسًا لجميع المنحوتات البوذية اللاحقة في الصين.
قد لا ينظر إلى أشكال القبور أنها فن جدي، وصُنعت أحيانًا دون عناية، لكنها تظل قوية وفعالة بوصفها أعمالًا نحتية، خاصةً عند تصوير الحيوانات والأجانب، ويحتوي الأخير على عنصر كاريكاتوري. تظهر فئة ونوع مختلفين من منحوتات المعابد في نقوش الخيول الستة المفضلة في ضريح الإمبراطور تيزونغ (649). صممها الرسام يان ليبين حسب التقليد ونحت النقوش بشكل مسطح وخطي لدرجة أن تبدو كأنها نحتت بعد الرسم أو الطلاء.
وُجدت أعمال تانغ إيلايت المعدنية غالبًا في الكؤوس والمرايا البرونزية أو الفضية، وهي ذات جودة رائعة ومزينة باستخدام مجموعة متنوعة من التقنيات، وغالبًا ما تكون مطعمة بالذهب والمعادن الأخرى. كانت المجموعة الموجودة في توداي-جي في نارا في اليابان من السلع الشخصية للإمبراطور شومو تأمينًا استثنائيًا، الذي قدمته ابنته الإمبراطورة كوميتش إلى المزار البوذي بعد وفاة والدها سنة 756. إضافةً إلى الأعمال المعدنية واللوحات والمخطوطات، يشمل ذلك الأثاث والزجاج والطلاء والقطع الخشبية مثل الآلات الموسيقية وألعاب الطاولة. مع أن بعضها ياباني وبعضها الآخر من الشرق الأوسط، فإن معظمها مصنوع في الصين.
اكتُشف أثر مهم آخر في سنة 1970 في مدينة شين باكتشاف كنز قرية هيجيا من طريق البناء. كانت مجموعة كبيرة من أكثر من ألف قطعة تمثل مجموعة محيرة إلى حد ما، موضوعة في أواني خزفية كبيرة بارتفاع 64 سم، وأخرى فضية بارتفاع 25 سم. كان العديد منها أواني ذهبية أو فضية وأخرى عالية الجودة عالية، إضافةً إلى منحوتات من الحجر الصلب مرصعة باليشم والعقيق والأحجار الكريمة. ربما كانت مخبأة على عجل خلال ثورة آن لوشان حين تم الاستيلاء على عاصمة تانغ أكثر من مرة. نُقل العديد من الأشياء معظمها على طول طريق الحرير وخاصة صغديا، وأخرى تظهر تأثير صغديان. أُدرج شيئان من الكنز في القائمة الرسمية المختارة للآثار الثقافية الصينية المحظور عرضها في الخارج. الكنز الآن في متحف شنشي للتاريخ.

## الموسيقى
كان أول ازدهار كبير موثق جيدًا للموسيقى الصينية يعود لكين خلال سلالة تانغ، على الرغم من أنه من المعروف أن كين قد كانت تعزف الموسيقى قبل سلالة هان.
كشفت حفريات أواخر القرن العشرين لمعبد سليم في تلك الفترة عن عدد كبير من الآلات، تتضمن مجموعة جرس الحفلات المذهلة، وأيضًا أقراص منقوشة مع تعليمات اللعب والنتائج الموسيقية للحفلات الموسيقية الجماعية، التي تُسمَع الآن مجددًا في أثناء العزف على آلات الاستنساخ في متحف مقاطعة هوبي.

## الأوبرا
يعود تاريخ الأوبرا الصينية عمومًا إلى سلالة تانغ مع الإمبراطور شوانزونغ (712-755) الذي أسس حديقة الكمثرى، أول فرقة أوبرا معروفة في الصين. كانت الفرقة تؤدي عروضها غالبًا من أجل المتعة الشخصية للأباطرة.